# Samenstelling Belgische Senaat 2019-2024
De lijst van leden van de Belgische Senaat van 2019 tot 2024.
De Senaat telt 50 deelstaatsenatoren, 29 Nederlandstaligen, 20 Franstaligen en 1 Duitstalige, en 10 gecoöpteerde senatoren. De legislatuur ging van start op 4 juli 2019 en zal eindigen op 17 mei 2024.

## Samenstelling
De samenstelling is als volgt:
- 29 senatoren aangewezen door het Vlaams Parlement uit het Vlaams Parlement of uit de Nederlandse taalgroep van het Brussels Hoofdstedelijk Parlement
- 10 senatoren aangewezen door en uit het Parlement van de Franse Gemeenschap (die zelf is samengesteld uit alle leden van het Waals Parlement en enkele leden van de Franse taalgroep van het Brussels Hoofdstedelijk Parlement)
- 8 senatoren aangewezen door en uit het Waals Parlement
- 2 senatoren aangewezen door en uit de Franse taalgroep van het Brussels Hoofdstedelijk Parlement
- 1 senator aangewezen door en uit het Parlement van de Duitstalige Gemeenschap
- 6 senatoren, gecoöpteerd door de 29 Nederlandstalige senatoren (verdeeld op basis van de verkiezingsuitslag van de Kamer van volksvertegenwoordigers)
- 4 senatoren, gecoöpteerd door de 20 Franstalige senatoren (idem)

In totaal telt de Senaat 60 senatoren: 35 Nederlandstaligen (58,3%), 24 Franstaligen (40 %) en 1 Duitstalige (1,7 %). De eedaflegging van de 50 deelstaatsenatoren vindt plaats op donderdag 4 juli 2019, die van de gecoöpteerde senatoren op vrijdag 12 juli 2019.

## Fractiesamenstelling
| Begin legislatuur (2019) | Begin legislatuur (2019) | Begin legislatuur (2019) | Einde legislatuur (2024) | Einde legislatuur (2024) | Einde legislatuur (2024) |
| Fractie                  | Fractie                  | Zetels                   | Fractie                  | Fractie                  | Zetels                   |
| ------------------------ | ------------------------ | ------------------------ | ------------------------ | ------------------------ | ------------------------ |
|                          | N-VA                     | 9                        |                          | N-VA                     | 9                        |
|                          | Ecolo-Groen              | 9                        |                          | Ecolo-Groen              | 9                        |
|                          | Vlaams Belang            | 7                        |                          | Vlaams Belang            | 7                        |
|                          | PS                       | 7                        |                          | PS                       | 7                        |
|                          | MR                       | 7                        |                          | MR                       | 7                        |
|                          | CD&V                     | 5                        |                          | CD&V                     | 5                        |
|                          | PVDA-PTB                 | 5                        |                          | PVDA-PTB                 | 5                        |
|                          | Open Vld                 | 5                        |                          | Open Vld                 | 4                        |
|                          | sp.a                     | 4                        |                          | Vooruit                  | 4                        |
|                          | cdH                      | 2                        |                          | Les Engagés              | 2                        |
|                          |                          |                          |                          | Onafhankelijk            | 1                        |

- In 2023 verlaat Els Ampe de Open Vld-fractie en gaat als onafhankelijke zetelen.

## Lijst van de senatoren
| Senator                 | Partij        | Taalgroep  | Aanduiding | Opmerkingen |
| ----------------------- | ------------- | ---------- | --- | --- |
| Georges-Louis Bouchez   | MR            | Frans      | Gecoöpteerd | |
| Gregor Freches          | MR            | Duits      | Door en uit het Parlement van de Duitstalige Gemeenschap                                                       | Vervangt vanaf 29 april 2022 Alexander Miesen, die de nationale en regionale politiek verlaat. Freches is sinds 13 januari 2023 bureaulid. |
| Gaëtan Van Goidsenhoven | MR            | Frans      | Door en uit het Parlement van de Franse Gemeenschap                                                            | Vanaf 8 oktober 2019 voorzitter van de MR-fractie. |
| Jean-Paul Wahl          | MR            | Frans      | Door en uit het Waals Parlement                                                                                | Voorzitter van de MR-fractie tot 7 oktober 2019. |
| Sabine Laruelle         | MR            | Frans      | Door en uit het Waals Parlement                                                                                | Tot 13 oktober 2020 parlementsvoorzitter en voorzitter van de commissie Institutionele Aangelegenheden en van 13 oktober 2020 tot 21 december 2022 bureaulid. |
| Véronique Durenne       | MR            | Frans      | Door en uit het Parlement van de Franse Gemeenschap                                                            | |
| Philippe Dodrimont      | MR            | Frans      | Door en uit het Parlement van de Franse Gemeenschap                                                            | |
| Kris Poelaert           | CD&V          | Nederlands | Gecoöpteerd | Vervangt vanaf 23 juni 2023 Maud Vanwalleghem, die ontslag nam om persoonlijke redenen. Vanwalleghem zelf verving van 12 oktober 2021 tot 30 april 2023 Sabine de Bethune, die benoemd werd tot rechter in het Grondwettelijk Hof. De Bethune was voorzitter van de CD&V-fractie tot 28 juni 2021. |
| Karin Brouwers          | CD&V          | Nederlands | Door en uit het Vlaams Parlement                                                                               | Voorzitter van de CD&V-fractie vanaf 6 juli 2021. |
| Stijn De Roo            | CD&V          | Nederlands | Door en uit het Vlaams Parlement                                                                               | Vervangt vanaf 29 april 2022 Martine Fournier, die ontslag had genomen. |
| Orry Van de Wauwer      | CD&V          | Nederlands | Door en uit het Vlaams Parlement                                                                               | |
| Peter Van Rompuy        | CD&V          | Nederlands | Door en uit het Vlaams Parlement                                                                               | |
| Jules Eerdekens         | PS            | Frans      | Gecoöpteerd | |
| Nadia El Yousfi         | PS            | Frans      | Door en uit het Parlement van de Franse Gemeenschap                                                            | |
| Julien Uyttendaele      | PS            | Frans      | Door en uit de Franse taalgroep van het Brussels Hoofdstedelijk Parlement                                      | Bureaulid. |
| Latifa Gahouchi         | PS            | Frans      | Door en uit het Parlement van de Franse Gemeenschap                                                            | Vanaf 20 september 2019 voorzitter van de PS-fractie. |
| Fatima Ahallouch        | PS            | Frans      | Door en uit het Waals Parlement                                                                                | |
| Laurent Léonard         | PS            | Frans      | Door en uit het Parlement van de Franse Gemeenschap                                                            | Vervangt vanaf 13 januari 2023 André Frédéric, die ontslag nam vanwege zijn verkiezing tot voorzitter van het Waals Parlement. |
| Philippe Courard        | PS            | Frans      | Door en uit het Waals Parlement                                                                                | Vervangt vanaf 8 oktober 2019 Christie Morreale, die minister in de Waalse Regering wordt. Morreale was tot 13 september 2019 voorzitter van de PS-fractie. |
| Anke Van dermeersch     | Vlaams Belang | Nederlands | Door en uit het Vlaams Parlement                                                                               | Bureaulid. |
| Guy D'haeseleer         | Vlaams Belang | Nederlands | Door en uit het Vlaams Parlement                                                                               | Voorzitter van de Vlaams Belang-fractie. |
| Yves Buysse             | Vlaams Belang | Nederlands | Door en uit het Vlaams Parlement                                                                               | |
| Klaas Slootmans         | Vlaams Belang | Nederlands | Door en uit het Vlaams Parlement                                                                               | |
| Leo Pieters             | Vlaams Belang | Nederlands | Door en uit het Vlaams Parlement                                                                               | |
| Adeline Blancquaert     | Vlaams Belang | Nederlands | Door en uit het Vlaams Parlement                                                                               | |
| Bob De Brabandere       | Vlaams Belang | Nederlands | Gecoöpteerd | |
| André Antoine           | cdH           | Frans      | Door en uit het Parlement van de Franse Gemeenschap                                                            | Voorzitter van de cdH/Les Engagés-fractie. |
| Anne-Catherine Goffinet | cdH           | Frans      | Door en uit het Waals Parlement                                                                                | |
| Farida Tahar            | Ecolo         | Frans      | Door en uit de Franse taalgroep van het Brussels Hoofdstedelijk Parlement                                      | Voorzitter van de commissie Democratische Vernieuwing en Burgerschap tot 25 oktober 2021. |
| Isabelle Pauthier       | Ecolo         | Frans      | Door het Parlement van de Franse Gemeenschap uit de Franse taalgroep van het Brussels Hoofdstedelijk Parlement | Vervangt vanaf 2 februari 2024 Zoé Genot, die directrice wordt van de CESSOC, de Franstalige werkgeversconfederatie voor de sportieve en socio-culturele sector.Genot zelf verving van 13 oktober 2020 tot 12 januari 2024 John Pitseys, die ontslag had genomen. |
| Hélène Ryckmans         | Ecolo         | Frans      | Door en uit het Parlement van de Franse Gemeenschap                                                            | Voorzitter van de Ecolo-Groen-fractie tot 1 september 2020. |
| Rodrigue Demeuse        | Ecolo         | Frans      | Door en uit het Waals Parlement                                                                                | Voorzitter van de commissie Democratische Vernieuwing en Burgerschap vanaf 25 oktober 2021. |
| France Masai            | Ecolo         | Frans      | Gecoöpteerd | Vanaf 1 september 2020 voorzitter van de Ecolo-Groen-fractie. |
| Rik Daems               | Open Vld      | Nederlands | Gecoöpteerd | Vanaf 21 augustus 2020 voorzitter van de Open Vld-fractie. |
| Els Ampe                | Open Vld      | Nederlands | Door en uit het Vlaams Parlement                                                                               | Zetelt vanaf 26 september 2023 als onafhankelijke. |
| Willem-Frederik Schiltz | Open Vld      | Nederlands | Door en uit het Vlaams Parlement                                                                               | Vervangt vanaf 24 november 2023 Tom Ongena, wiens termijn als Vlaams Parlementslid was afgelopen. Ongena zelf verving van 13 oktober 2020 tot 8 november 2023 Carina Van Cauter, die provinciegouverneur van Oost-Vlaanderen werd. Van Cauter was tot 21 augustus 2020 voorzitter van de Open Vld-fractie. Willem-Frederik Schiltz was eerder deelstaatsenator tot 15 maart 2021, maar nam toen ontslag. |
| Steven Coenegrachts     | Open Vld      | Nederlands | Door en uit het Vlaams Parlement                                                                               | Vervangt vanaf 26 maart 2021 de ontslagnemende Willem-Frederik Schiltz. |
| Stephanie D'Hose        | Open Vld      | Nederlands | Door en uit het Vlaams Parlement                                                                               | Vanaf 13 oktober 2020 parlementsvoorzitter en voorzitter van de commissie Institutionele Aangelegenheden. |
| Andries Gryffroy        | N-VA          | Nederlands | Door en uit het Vlaams Parlement                                                                               | Ondervoorzitter. |
| Freya Perdaens          | N-VA          | Nederlands | Door en uit het Vlaams Parlement                                                                               | |
| Maaike De Vreese        | N-VA          | Nederlands | Door en uit het Vlaams Parlement                                                                               | |
| Karolien Grosemans      | N-VA          | Nederlands | Door en uit het Vlaams Parlement                                                                               | |
| Nadia Sminate           | N-VA          | Nederlands | Door en uit het Vlaams Parlement                                                                               | |
| Karl Vanlouwe           | N-VA          | Nederlands | Door en uit het Vlaams Parlement                                                                               | Voorzitter van de N-VA-fractie. |
| Allessia Claes          | N-VA          | Nederlands | Door en uit het Vlaams Parlement                                                                               | |
| Cathy Coudyser          | N-VA          | Nederlands | Door en uit het Vlaams Parlement                                                                               | Vervangt vanaf 26 februari 2021 Philippe Muyters, die schepen van Edegem wordt. |
| Mark Demesmaeker        | N-VA          | Nederlands | Gecoöpteerd | Voorzitter van de commissie Transversale Aangelegenheden. |
| Annick Lambrecht        | sp.a          | Nederlands | Door en uit het Vlaams Parlement                                                                               | |
| Kurt De Loor            | sp.a          | Nederlands | Door en uit het Vlaams Parlement                                                                               | |
| Ludwig Vandenhove       | sp.a          | Nederlands | Door en uit het Vlaams Parlement                                                                               | Vervangt vanaf 11 oktober 2022 Katia Segers, die ontslag nam vanwege haar benoeming tot schepen van Liedekerke. |
| Bert Anciaux            | sp.a          | Nederlands | Gecoöpteerd | Voorzitter van de sp.a/Vooruit-fractie. |
| Fourat Ben Chikha       | Groen         | Nederlands | Gecoöpteerd | Ondervoorzitter vanaf 27 oktober 2020. |
| Celia Groothedde        | Groen         | Nederlands | Door en uit het Vlaams Parlement                                                                               | Vervangt vanaf 13 november 2020 Stijn Bex, die ontslag heeft genomen. Bex was ondervoorzitter tot 27 oktober 2020. |
| Soetkin Hoessen         | Groen         | Nederlands | Door het Vlaams Parlement uit de Nederlandse taalgroep van het Brussels Hoofdstedelijk Parlement               | Vervangt vanaf 8 oktober 2019 Elke Van den Brandt, die minister in de Brusselse Hoofdstedelijke Regering wordt. |
| Chris Steenwegen        | Groen         | Nederlands | Door en uit het Vlaams Parlement                                                                               | |
| Ayse Yigit              | PVDA-PTB      | Frans      | Gecoöpteerd | |
| Antoine Hermant         | PVDA-PTB      | Frans      | Door en uit het Waals Parlement                                                                                | Voorzitter van de PVDA-PTB-fractie. |
| László Schonbrodt       | PVDA-PTB      | Frans      | Door en uit het Waals Parlement                                                                                | Vervangt vanaf 18 november 2022 Samuel Nemes, die om gezondheidsredenen ontslag nam. |
| Laure Lekane            | PVDA-PTB      | Frans      | Door en uit het Parlement van de Franse Gemeenschap                                                            | |
| Jos D'Haese             | PVDA-PTB      | Nederlands | Door en uit het Vlaams Parlement                                                                               | |

## Commissies
Er zijn drie vaste commissies:
- Commissie voor de Institutionele Aangelegenheden, voorgezeten door Senaatsvoorzitster Stephanie D'Hose (Open Vld)
- Commissie voor de Transversale Aangelegenheden, voorgezeten door Mark Demesmaeker (N-VA)
- Commissie voor de Democratische Vernieuwing en Burgerschap, voorgezeten door Rodrigue Demeuse (Ecolo)